# Дороті Фонтана
Дороті Кетрін Фонтана (англ. Dorothy Catherine Fontana), більш відома як Д. К. Фонтана (англ. D. C. Fontana) (25 березня 1939 — 2 грудня 2019) — американська сценаристка та редакторка сюжетів для телебачення, відома роботою над франшизою «Зоряний шлях» і кількома вестерн-телесеріалами.
Після короткого періоду роботи секретарем у Семюела Піплза, перейшла працювати на Деля Рейсмана, продюсера телесеріалу 1963 року «Лейтенант», творцем якого був Джин Родденберрі.
Хоча «Лейтенант» незабаром було скасовано, Родденберрі почав працювати над науково-фантастичним телесеріалом 1966 року «Зоряний шлях». Фонтану призначили редакторкою сюжету телесеріалу, але вона пішла після другого сезону, щоб попрацювати на фрилансі.
Пізніше знову працювала з Родденберрі над телефільмом 1973 року «Буття II», а потім редакторкою сюжету й асоційованою продюсеркою для мультсеріалу (також 1973 року) «Зоряний шлях: Анімаційний серіал», для якого вона також написала сценарій епізоду «Рік минулий».
У 1970-х і на початку 1980-х, працювала над низкою телесеріалів: «Людина на шість мільйонів доларів» 1973 року, «Втеча Логана» 1977 року та «Бак Роджерс у XXV столітті» 1979 року, «Вулиці Сан Франциско», «Бонанза», «Волтони», Даллас.
У середині 1980-х, Родденберрі найняв Фонтану для роботи над другим телесеріалом «Зоряного шляху», «Зоряний шлях: Наступне покоління» 1987 року, але, хоча їй дали статус асоційованої продюсерки, цей досвід зіпсував їхні стосунки і призвів до позову, поданого до Гільдії сценаристів США.
Пізніше написала сценарій для одного епізоду третього телесеріалу «Зоряного шляху», «Зоряний шлях: Глибокий космос 9» 1993 року і одного епізоду створеного фанатами «Зоряного шляху» телесеріалу «Зоряний шлях: Нові пригоди» 2004 року.
У 1997 і 2002 роках відзначена премією Моргана Кокса Гільдії сценаристів США і 2001 року потрапила до Зали слави Американської асоціації сценаристів.

## Ранні роки
Народилася 25 березня 1939 року в Сассексі (штат Нью-Джерсі), виросла в Тотові і 1957 року закінчила Регіональну середню школу Пассейік-Веллі (англ. Passaic Valley Regional High School).
В 11 років вирішила, що хоче стати романісткою. В юності писала горор-історії про себе та своїх друзів. Навчалася в Університеті Ферлі Дікінсона, який закінчила зі ступенем фахівця (англ. associate degree), за спеціальністю виконавчого секретаря.
Після закінчення коледжу поїхала до Нью-Йорка, де влаштувалася на роботу в Screen Gems молодшим секретарем президента студії. Незабаром після його смерті ненадовго повернулася до свого рідного штату, а потім переїхала до Лос-Анджелеса. Отримала роботу в «typing pool» компанії, що створює радіопрограми в прямому ефірі, Revue Studios. Працювала секретаркою в сценариста Семюела Піплза під час його роботи у вестерн-телесеріалі «Сухопутна стежка».
Коли телесеріал скасували, вони обидва перейшли до телесеріалу «Високий чоловік», і Фонтана продала Піплзу сюжет для епізоду «A Bounty for Billy». Їй був 21 рік, і це був її перший продаж сюжету для сценарію. Вона продовжувала працювати з Піплзом над вестерн-телесеріалом «Прикордонний цирк». Під час роботи з Піплзом реалізувала шість ідей для сюжету, з них одну для телепродюсера Ната Голта, в його серіалі «Дробовик Слейд».
Фонтана мала обмеження в цьому епізоді, оскільки в телесеріалі було дозволено лише чотири головні розмовні ролі, включно з головним персонажем. Інший епізод, над яким вона працювала, довелося переписати, щоб усунути всі сцени на відкритому повітрі, оскільки під час знімання йшов дощ, а відкласти їх через зміну погоди було не можна. У всіх цих серіалах її зазначено в титрах як Dorothy C. Fontana . Піплз пішов із компанії, але Фонтана залишилася і повернулася в «typing pool».

## Робота сценаристкою

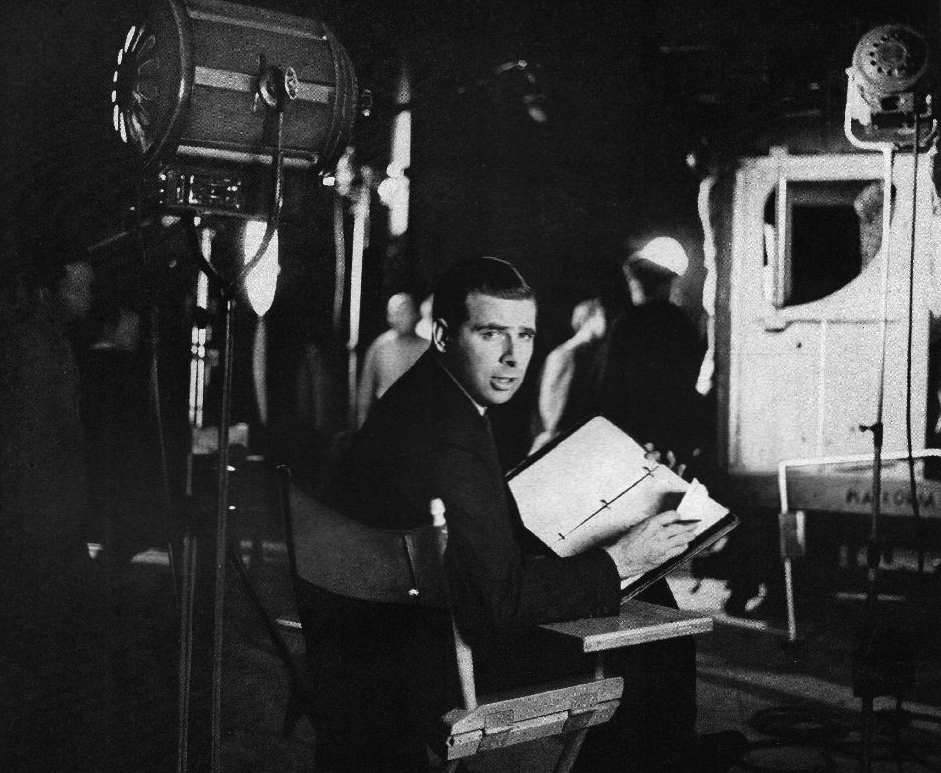
Дороті Фонтана почала працювати на Джина Родденберрі (на фото 1961 року), поки прикривала лікарняний його секретаря.

Коли побачила позицію в телесеріалі про Корпус морської піхоти США під назвою «Лейтенант», подала заявку і почала працювати секретаркою в його асоційованого продюсера Деля Рейсмана.
Приблизно тоді ж взяла для своїх сценаріїв псевдонім D. C. Fontana, щоб запобігти упередженості щодо її роботи через стать, оскільки вона була однією з небагатьох жінок-сценаристів на NBC.
Серіал «Лейтенант» створив Джин Родденберрі, на якого Фонтана працювала безпосередньо після того, як його секретарка захворіла. Дізнавшись, що вона хоче стати сценаристкою, Родденберрі підтримав її. 1964 року вона разом з Гаррі Санфордом опублікувала свій перший роман, вестерн під назвою «Річка Бразос» (англ. Brazos River). Того ж року, після одного сезону, «Лейтенанта» було скасовано.
Після скасування «Лейтенанта», Родденберрі почав роботу над науково-фантастичним телесеріалом 1966 року «Зоряний шлях», а Фонтана познайомилася з науковою фантастикою, якою раніше не цікавилась. За підтримки асоційованого продюсера Роберта Джастмена, і оскільки вона працювала над телесеріалом від самого початку розробки, Родденберрі доручив їй написати телесценарій за ідеєю, яку вигадав для епізоду під назвою «День, коли Чарлі став богом», (англ. The Day Charlie Became God).
Фонтану започаткувала сценарій для епізоду «Чарлі Ікс», хоча приписала авторство сюжету Родденберрі, а собі лише авторство телесценарію. Його транслювали як другий епізод телесеріалу. Хоча це був адаптований сюжет, вона також написала на основі власної ідеї епізод "Завтра — це учора.
До середини першого сезону Стів Карабацос, редактор сюжету, вже покинув виробництво, і, як виявилося, другий редактор Джон Д. Ф. Блек також планував піти, тому Родденберрі доручив Фонтані переписати епізод «Ця сторона раю». І Родденберрі, і мережа були задоволені її роботою, і у вересні 1966 року вона стала новою редакторкою сюжету, замість секретаря Родденберрі.
Згодом придумала ідеї для епізодів: «Вавилонський рейс» та «Дитя п'ятниці». Були й інші роботи, які їй офіційно приписували на підставі арбітражу Гільдії сценаристів США, але це були лише переписані епізоди. Пізніше вона згадувала, як повністю переписувала епізод «Досконалий комп'ютер», оскільки початковий сценарист, не бажав вносити рекомендовані зміни.
Була однією з чотирьох сценаристів, що переписали епізод Гарлана Еллісона, «Місто на краю вічності», разом з Родденберрі, Джином Куном і Карабацосом, які в різний час вносили зміни, що викликало невдоволення Еллісона.
Фонтану покинула команду перед третім сезоном, але продовжувала писати сценарії на позаштатній основі, а саме: «Випадок на «Ентерпрайзі»», «Та, що вижила» і «Шлях до Едему»; в останніх двох її зазначено під псевдонімом Michael Richards.
Фонтані не сподобалися деякі зміни, внесені до «Події на „Ентерпрайзі“», наприклад, розмір маскувального пристрою, і їй було складно працювати над заміною, оскільки новий редактор сюжету Артур Сінгер не розумів основ телесеріалу, наприклад, того, як працює транспортер.
У неї виникли подальші розбіжності з продюсером Фредом Фрейбергером щодо того, скільки років має бути Леонарду МакКою, на момент розробки «Шляху в Едем».
Леонард Німой приписав Фонтані, розширення вулканської культури в «Зоряному шляху». Він не був певен, коли було запропоновано епізод «Ця сторона раю», оскільки Фонтана змінила головного романтичного героя з Хикару Сулу на Спока, але йому сподобалася можливість, відіграти емоції, разом із персонажем. Він похвалив її роботу над епізодами «Шлях на Вавилон» та "Випадок на «Ентерпрайзі».
Німой також відчував, що Фонтана, на відміну від інших сценаристів «Зоряного шляху», спромоглася створити правдоподібних жіночих персонажів, які були повністю розроблені в сценарії.
Позаштатний статус означав, що Фонтана могла писати сценарії для кількох телесеріалів, зокрема й знову для включаючи вестернів. 1969 року її номіновано на премію Гільдії сценаристів США за епізод телесеріалу «Потім прийшов Бронсон» під назвою, «Два відсотки від нічого» (англ. Two Percent of Nothing).

## Становлення продюсерки
На початку 1970-х, написала сценарій для науково-фантастичного телефільму Джина Родденберрі 1973 року «Буття II». 1974 року працювала його помічником над його науково-фантастичним телефільмом «Нотатки шукача», але не брала участі в написанні сценарію; проте вона написала новелізацію.
Також 1973 року Фонтану найнято як редакторку сюжету та асоційовану продюсерку для мультсеріалу «Зоряний шлях: Анімаційний серіал». Родденберрі, який був консультантом, а не шоуранером, зберіг символічний творчий контроль, але передав більшість своїх повноважень Фонтані, зосередившись на інших телепроєктах та лекційних турах.
Одним із завдань Фонтани в мультсеріалі було створювати «пітчі» для епізодів, які вона потім передавала Родденберрі. Вона також написала сценарій епізоду «Рік минулий». 1975 року мультсеріал здобув Денну премію «Еммі» в категорії «найкращий дитячий серіал».
Після закриття цього проєкту стала редакторкою сюжету для науково-фантастичного телесеріалу 1977 року «Фантастична подорож». Попри швидке його скасування, завдяки співпраці з продюсером Леонардом Кацманом Фонтана написала сценарій для ще одного науково-фантастичного телесеріалу 1977 року «Втеча Логана».
Фонтана також продала сюжети декільком іншим науково-фантастичним телесеріалам: «Людина на шість мільйонів доларів» 1973 року, «Бак Роджерс у XXV столітті» 1979 року та «Автомен» 1983 року, хоча останній так і не став епізодом через скасування серіалу.
У 1978—1979 роках разом зі своїм братом Річардом писала сценарії для телесеріалу 1972 року «Волтони», і знову під своїм ім'ям — для телесеріалу того ж року «Вулиці Сан Франциско».
Можливо, вигадана історія пов'язана з участю Фонтани в написанні сценарію для науково-фантастичного телесеріалу 1978 року «Зоряний крейсер «Галактика»». Кажуть, що вона була настільки незадоволена змінами, внесеними до її сценарію для епізоду «Зброя планети Зеро», що використала псевдонім; коли чутки про це поширилася, інші відомі письменники-фантасти відмовилися працювати над серіалом.
Коли почалася робота над телесеріалом 1987 року «Зоряний шлях: Наступне покоління», сиквелом телесеріалу 1966 року, Родденберрі попросив Фонтану приєднатися до команди, і вона запропонувала поділитися деякими сюжетними ідеями. Після того, як він запропонував щось пов'язане з інопланетною космічною станцією, у неї виникла ідея створити пілотний епізод «Зустріч у дальній точці».
Фонтані запропонували посаду редактора сюжету в команді, але вона хотіла бути асоційованою продюсеркою. Сценаристу Роберту Левіну це спочатку здалося складним, оскільки через те, що вона була зареєстрована в Гільдії сценаристів США, він, згідно з контрактом, не міг просити її виконати певні завдання. Оскільки вона запропонувала — а Родденберрі очікував, що він це зробить, — він все одно зробив. Зрештою, їй дали посаду асоційованого продюсера.
Левін сказав, що ця боротьба викликала деяку ворожість між Фонтаною і Родденберрі, і в першому сезоні вона пішла. Вона написала сюжет, який привів би в серіал Леонарда Німоя у його ролі Спока, але Родденберрі відкинув його. Коли актор і персонаж пізніше з'явилися в епізоді п'ятого сезону «Об'єднання», вона відчула, що її початковий погляд на «Наступне покоління» був правильним.
Внесок Фонтани в епізод «Зустріч у дальній точці» розширив Родденберрі, щоб додати персонажа Q, оскільки, коли вона писала свою чернетку, було неясно, буде це одиничний чи подвійний епізод. В епізоді «Гола дійсність» її вказано під псевдонімом J Michael Bingham.
Відносини Фонтани з Родденберрі перед її відходом настільки зіпсувались, що вона почала записувати на магнітофон їхні розмови. Після відходу вона подала позов до Гільдії сценаристів, заявивши, що працювала в телесеріалі також редакторкою сюжету, але їй за це так і не заплатили. Це питання було врегульовано дружньо з Paramount Television.

## Пізні роботи
Редактор Pocket Books Дейв Стерн звернувся до Дороті Фонтани з проханням написати роман за всесвітом «Зоряного шляху», і вона запропонувала написати сюжет про першу місію Спока на Ентерпрайзі, де він приєднався до команди під керівництвом капітана Крістофера Пайка. Роман «Слава Вулкана» (англ. Vulcan's Glory), також включав першу місію Скотті та дослідження Номера Один. Фонтана описала це як приємний досвід, особливо роботу зі Стерном.
1993 року повернулася у франшизу «Зоряного шляху» з епізодом «Дакс» для телесеріалу 1993 року «Зоряний шлях: Глибокий космос 9». Режисер епізоду Пітер Аллан Філдс раніше працював з Фонтаною над науково-фантастичним та екшн телесеріалом «Людина на шість мільйонів доларів». Їй було складно написати цей епізод, бо персонажі ще не були повністю досліджені, оскільки це був початок першого сезону.
1994 року написала сценарій епізоду «Шукач війни» першого сезону науково-фантастичного телесеріалу (теж 1993 року) «Вавилон-5», ґрунтуючись на засновку творця телесеріалу Джозефа Майкла Стражинськи. Для ознайомлення був доступний лише пілот, тому вона протягом деякого часу розмовляла зі Стражинським, щоб відчути телесеріал.
Потім розпочала роботу над епізодом «Спадщина» — єдиною частиною першого сезону, створеною позаштатним працівником, але не заснованою, на жодній з ідей Стражинськи.
Для епізоду другого сезону «Далека зірка», написала сценарій, заснований на ідеї Стражинськи. Стражинськи настільки вразив її персонаж Нерун зі «Спадщини», що його зробили повторюваним персонажем.
Разом із Дереком Честером (англ. Derek Chester) написала сценарії для відеоігор компанії Bethesda Softworks 2006 року: Star Trek: Legacy і Star Trek: Tactical Assault. Тодд Вон (англ. Todd Vaughn), віце-президент Bethesda Softworks з розробки, схарактеризував її як «одну з найплодючіших і найвидатніших сценаристів „Зоряного шляху“».
2006 року написала сценарій для епізоду «Служити всі мої дні» (англ. To Serve All My Days), для створеного фанатами серіалу 2004 року «Зоряний шлях: Нові пригоди».
Робота над епізодом «Випадок на «Ентерпрайзі»» в третьому сезоні «Зоряного шляху», призвела до того, що IDW Publishing запропонувала їй написати продовження у формі книги коміксів для міні-серії «Зоряний шлях: Рік четвертий» (англ. Star Trek: Year Four) під назвою «Експеримент на „Ентерпрайзі“» (англ. The Enterprise Experiment).
У Гільдії сценаристів США, до якої вступила 1960 року, працювала в раді директорів від 1988 до 1990 та від 1991 до 1993 року. В 1997 і 2002 році Фонтану нагороджено премією Моргана Кокса за заслуги перед гільдією. 2001 року її також включено до Зали слави Американської асоціації сценаристів.

## Особисте життя
1981 року одружилася з художником із візуальних ефектів Деннісом Скотаком.
2 грудня 2019 року Фонтана померла після нетривалої хвороби.

## Фільмографія
| Роки      | Телесеріал                        | Подробиці                                                             | Дж.    |
| --------- | --------------------------------- | --------------------------------------------------------------------- | ------ |
| 1960      | Високий чоловік                   | Сценаристка; два епізоди В титрах зазначено як Dorothy C. Fontana     |        |
| 1961      | Прикордонний цирк                 | Сценаристка; один епізод В титрах зазначено як Dorothy C. Fontana     | [ 27 ] |
| 1961      | Дробовик Слейд                    | Сценаристка; один епізод В титрах зазначено як Dorothy C. Fontana     | [ 24 ] |
| 1965      | Бен Кейсі                         | Сценаристка; один епізод                                              | [ 30 ] |
| 1966–1968 | Зоряний шлях                      | Сценаристка; десять епізодів Редакторка сюжету (1 і 2 сезони)         | [ 22 ] |
| 1967      | Дорога на захід                   | Сценаристка; один епізод                                              | [ 48 ] |
| 1968–1969 | Велика долина                     | Сценаристка; два епізоди                                              | [ 30 ] |
| 1968–1969 | Лансер                            | Сценаристка; два епізоди                                              | [ 24 ] |
| 1968–1969 | Високий чагарник                  | Сценаристка; два епізоди                                              | [ 59 ] |
| 1969      | Потім прийшов Бронсон             | Сценаристка; один епізод                                              | [ 30 ] |
| 1969–1970 | Бонанза                           | Сценаристка; два епізоди                                              | [ 24 ] |
| 1970      | А ось і наречені                  | Сценаристка; один епізод                                              | [ 30 ] |
| 1972–1973 | Історії привидів                  | Сценаристка; два епізоди                                              | [ 38 ] |
| 1973      | Зоряний шлях: Анімаційний серіал  | Сценаристка; один епізод Асоційована продюсерка Редакторка сюжету     |        |
| 1973–1975 | Вулиці Сан Франциско              | Сценаристка; чотири епізоди В титрах зазначено як Dorothy C. Fontana  | [ 24 ] |
| 1974      | Людина на шість мільйонів доларів | Сценаристка; два епізоди                                              | [ 41 ] |
| 1974      | Земля зниклих                     | Сценаристка; один епізод                                              | [ 60 ] |
| 1975      | Кунг-фу                           | Сценаристка; один епізод                                              | [ 30 ] |
| 1976      | Берт Д’Анджело/Суперзірка         | Сценаристка; один епізод                                              | [ 59 ] |
| 1977      | Фантастична подорож               | Сценаристка; один епізод                                              | [ 40 ] |
| 1977–1979 | Втеча Логана                      | Сценаристка; три епізоди Редакторка сюжету                            | [ 41 ] |
| 1978–1979 | Волтони                           | Сценаристка; три епізоди                                              | [ 30 ] |
| 1978–1979 | Даллас                            | Сценаристка; два епізоди                                              | [ 30 ] |
| 1979      | Бак Роджерс у XXV столітті        | Сценаристка; один епізод                                              | [ 41 ] |
| 1985      | Хі-Мен та володарі всесвіту       | Сценаристка; один епізод                                              | [ 59 ] |
| 1986–1987 | Зоряний шлях: Наступне покоління  | Сценаристка; п'ять епізодів Асоційоована продюсерка Редакторка сюжету |        |
| 1989      | Війна світів                      | Сценаристка; один епізод                                              | [ 59 ] |
| 1992      | Легенда про принца Валіанта       | Сценаристка; один епізод                                              | [ 59 ] |
| 1993      | Зоряний шлях: Глибокий космос 9   | Сценаристка; один епізод                                              |        |
| 1994      | Вавилон-5                         | Сценаристка; три епізоди                                              |        |
| 1996      | Гіпернавти                        | Сценаристка; один епізод                                              | [ 59 ] |
| 1997      | Капітан Сіміан та космічні мавпи  | Сценаристка; два епізоди                                              | [ 59 ] |
| 1997      | Повторне завантаження             | Сценаристка; один епізод                                              | [ 59 ] |
| 1997      | Земля: Останній конфлікт          | Сценаристка; один епізод                                              | [ 30 ] |
| 1998      | Срібний Серфер                    | Сценаристка; один епізод                                              | [ 59 ] |
| 1999      | Битви Звірів                      | Сценаристка; один епізод                                              | [ 59 ] |
| 2006      | Зоряний шлях: Нові пригоди        | Сценаристка; один епізод                                              | [ 61 ] |

## Нотатки
1. ↑  або  Ді. Сі. Фонтана
2. ↑  Secretarial pool або typing pool — група секретарів, які працюють у компанії та готові надати допомогу будь-кому з керівників, які не мають постійного секретаря.
3. ↑  рос. Дороті К. Фонтана або Дороті Сі. Фонтана
4. ↑  рос. Д. К. Фонтана або Ді Сі Фонтана
5. ↑  рос. Майкл Річардс
6. ↑  Pitch — коротке словесне (іноді візуальне) подання ідеї фільму чи телесеріалу, яке зазвичай робить сценарист чи режисер для продюсера чи керівника студії, сподіваючись залучити фінансування для оплати написання сценарію.
7. ↑  рос. Джей Майкл Бінґгем